# Махади Майдин
Махади Майдин (малайск. Mahadi Maidin; р. 25 июля 1961, Лондон) — брунейский дипломат.

## Краткая биография
В 1979 г. окончил Колледж султана Омара Али Сайфуддина в Брунее, в 1987 г. — Мидлсекский университет (Лондон). По окончании университета три года работал учителем в одной из брунейских школ. С 1990 г. в системе МИД Брунея. В 1993—1996 гг. служил в посольстве Брунея в Лондоне. В 1999 переведен в Москву советником-посланником. В Москве проработал до 2002 г. В 2003 г. учился в Центре Тихоокеанского региона по вопросам безопасности (APCSS) в Гонолулу. В 2005 г. был направлен советником-посланником в Японию. По возвращении из Токио работал в центральном аппарате Министерства иностранных дел Брунея. С 2015 г. — посол-нерезидент в Казахстане, Узбекистане, Таджикистане, Кыргызстане и Туркменистане (с резиденцией в Бандар-Сери-Бегаване). С 2019 г. — посол в Иордании.

## Семья
- Жена Махани Таджаа (с 1992 г.), имеет 7 детей